# Rendimiento térmico

La energía producida o energía salida del sistema (E_{sal}) es siempre menor que la energía suministrada o energía entrada al sistema (E_{ent}).

El rendimiento térmico o eficiencia de una máquina térmica es un coeficiente o ratio adimensional calculado como el cociente de la energía producida (en un ciclo de funcionamiento) y la energía suministrada a la máquina (para que logre completar el ciclo termodinámico). Se designa con la letra griega ηter:

{\displaystyle \eta _{ter}={\frac {E_{\rm {producida}}}{E_{\rm {suminstrada}}}}={\frac {E_{\rm {salida}}}{E_{\rm {entrada}}}}}

Dependiendo del tipo de máquina térmica, la transferencia de estas energías se realizará en forma de calor, Q, o de trabajo, W.

## Historia
En 1824, el físico francés Sadi Carnot derivó la eficiencia térmica para una máquina térmica ideal como una función de la temperatura de sus focos frío y caliente:

{\displaystyle \eta \equiv {\frac {T_{H}-T_{C}}{T_{H}}}}

donde
{\displaystyle T_{H}} es la temperatura del foco caliente;
{\displaystyle T_{C}} es la temperatura del foco frío.
La ecuación demuestra que se obtienen mayores niveles de eficiencia con un mayor gradiente de temperatura entre los fluidos calientes y fríos. En la práctica, cuanto más caliente el fluido, mayor será la eficiencia del motor.

## Cálculo del rendimiento para las distintas máquinas térmicas
- El motor térmico recibe un calor, {\displaystyle Q_{c}}, de un foco o fuente caliente, efectúa un trabajo, W, y debe ceder calor, {\displaystyle Q_{f}}, a un foco frío. Para que la energía se conserve debe cumplirse que {\displaystyle Q_{c}=W+Q_{f}}. El rendimiento es por lo tanto:

{\displaystyle \eta ={\frac {W}{Q_{c}}}={\frac {Q_{c}-Q_{f}}{Q_{c}}}=1-{\frac {Q_{f}}{Q_{c}}}}

donde se cumple que 0<η<1.
- La bomba térmica o de calor es capaz de transferir una energía calorífica, {\displaystyle Q_{c}}, a un foco caliente desde una fuente fría de la que absorbe un calor, {\displaystyle Q_{f}}, si se realiza un determinado trabajo, W, sobre la máquina. Este proceso es justo el opuesto al realizado por el motor térmico, es por ello que también debe cumplirse la relación {\displaystyle Q_{c}=W+Q_{f}}. El rendimiento es:

{\displaystyle \eta ={\frac {Q_{c}}{W}}={\frac {Q_{c}}{Q_{c}-Q_{f}}}}

y se tiene que η>1.
- El refrigerador funciona exactamente igual que la bomba térmica pero como el interés de ésta máquina es enfriar, la transferencia de energía deseada es {\displaystyle Q_{f}} y el rendimiento queda como:

{\displaystyle \eta ={\frac {Q_{f}}{W}}={\frac {Q_{f}}{Q_{c}-Q_{f}}}}

donde ahora η>0.